# تیم ملی والیبال زنان یونان
تیم ملی والیبال زنان یونان تیم ملی والیبال زنان کشور یونان است.

## نتایج

### بازی‌های المپیک تابستانی
- ۲۰۰۴ — جایگاه ۹ام